# 費爾瑟河
53°8′58″N 9°27′34″E / 53.14944°N 9.45944°E

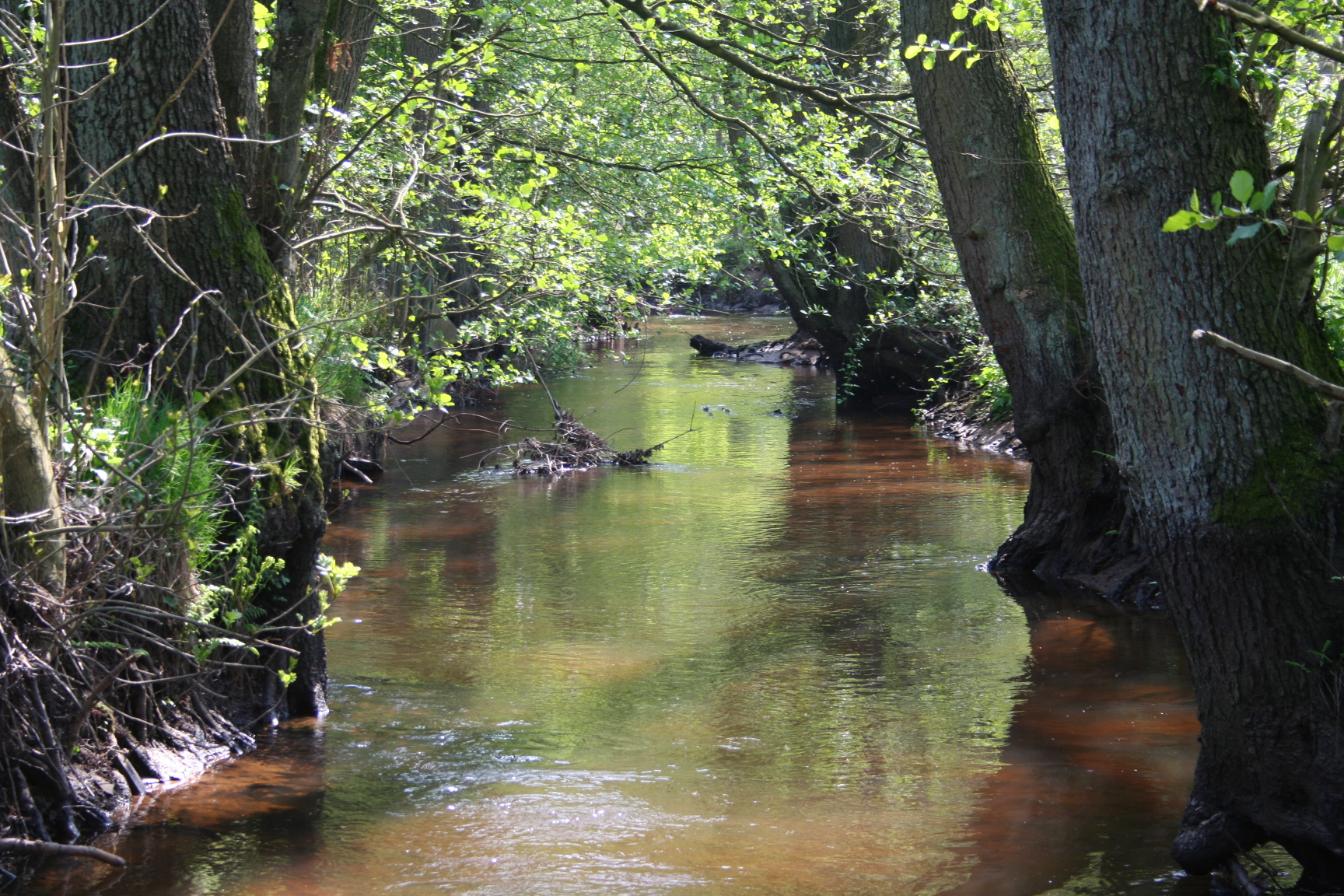

費爾瑟河（德語：Veerse），是德國的河流，位於該國西北部，由下薩克森州負責管轄，屬於維默河的支流，河道全長31公里，流域面積118平方公里，發源自施內沃丁根以南。